# Белая мгла (фильм, 1977)
«Белая мгла» — советский фильм 1977 года снятый на киностудии «Туркменфильм» режиссёром Ходжадурды Нарлиевым.

## Сюжет
По мотивам одноимённой повести Абдуллы Мурадова.
В туркменском ауле молодые люди Энвер и Донди любят друг друга, и после окончания школы планируют вместе поступать в университет. Но отец девушки запрещает ей ехать в Ашхабад учиться. Он всячески ограждает дочь в общественной жизни, по её мнению девушка должна жить в соответствии «с традициями отцов и дедов». Энвер едет в город один, поступает учиться. В это время Донди родители насильно выдают замуж за другого — не нищего студента, а того, кто сможет обеспечить её благополучие и заплатить калым. Энвер, узнав о планах родителей Донди выдать её за другого, пытаясь быстро достать калым за любимую, теряется в жизненных обстоятельствах: оказывается в компании спекулянтов и воров. Его спасает приезд Донди, которая после месяца постылого супружества тайно убегает в Ашхабад, где начинает работать воспитательницей в детском саду и одновременно поступает на подготовительные курсы в университет. На требование приехавшего за ней отца вернуться в аул, к мужу, девушка находит в себе мужество дать решительный отказ.

## В ролях
- Энвер Аннакулиев — Энвер
- Энежан Курбанова — Донди
- Хоммат Муллык — Торе, коневод, отец Донди
- М. Шихиева — Энегуль
- Л. Караева — Айджемал
- Акмурад Бяшимов — Сердар
- Ходжакули Нарлиев — Чары, учитель
- Эдуард Реджепов — Бяшим
- Бердиназар Аннабердыев — Самат
- Баба Аннанов — Байрам

Фильм дублирован на русский язык на киностудии «Ленфильм».

## Критика
Замечено, что фильм во многом перекликается с вышедшем годом позже фильмом старшего брата режиссёра Ходжакули Нарлиева «Умей сказать «нет!»», но эта картина «повторив некоторые сюжетные линии, ввела вместе c тем принципиально новый мотив». При этом фильм шире экранизированной повести:

Авторы фильма (режиссер Х. Д. Нарлиев и сценарист С.Листов) стремились приблизиться к емкости прозы и достичь аналитичности исследования. Х. Д. Нарлиев выводит проблематику фильма на более высокий, философский уровень решения. Ему важно найти первопричины, корни рецидива общественной психологии, несовместимого с социалистическим образом жизни. «Белая мгла», по мысли режиссера, в первую очередь, собственная нравственная слепота человека. Драматургия фильма ищет драматическое начало в психологии, душевном складе героев. Фильму Х. Д. Нарлиева присущ большой объем жизненных наблюдений. Ведущей, формообразующей в сюжете стала коллизия нравственного выбора, воплощающая молодежную тему, причем, в философском ее осмысливании. Она позволила противопоставить новь жизни и и патриархальную старину, в частности высветить грань проблемы эмансипации женщины.